# Jean Baptiste Breton
Pour les articles homonymes, voir Breton (homonymie) et Berton.
Jean-Baptiste Breton, dit Berton, né le 15 juin 1769 à Euilly dans les Ardennes et exécuté le 5 octobre 1822 à Poitiers, est un général français du Premier Empire.

## Biographie

### Guerres de la Révolution française
Il fait ses études à Sedan et, à dix-sept ans, il entre à l'école militaire de Brienne, d'où il passe à l'école d'artillerie de Châlons. En 1793, il entre comme sous-lieutenant dans le bataillon de chasseurs des Ardennes. Il est écrit dans un de ses états de service, délivré à Hanovre le 27 floréal an XII de la République par le général Berthier : « a eu un cheval tué sous lui à Neerwinden. Il fait 30 prisonniers dans une escarmouche, à Avesnes, avec un détachement de 25 hommes ; a un second cheval tué sous lui, le 28 fructidor an IV, en chargeant sur deux pièces d'artillerie ennemies, sur les hauteurs de Nassau. Le 30 floréal an V, il charge l'ennemi à la tête d'une compagnie, dans la plaine de Wiesbaden, fait 50 prisonniers, prend une pièce de canon et deux caissons, et fait mettre bas les armes à trois compagnies de Croates. Il a fait toutes les campagnes de la Révolution et les campagnes de Hanovre avec zèle, bravoure et distinction ». Berton fait en outre les campagnes des années VII, VIII et IX aux armées du Rhin et du Danube.

### Sous l'Empire
Il se trouve avec la Grande Armée aux campagnes de 1805 à 1807, celles de 1808 à 1813 en Espagne, celle de 1814 à l'armée du Midi et en 1815 la campagne de Waterloo. Attaché à l'état-major du maréchal Bernadotte, il le suit à Austerlitz, à Iéna, etc. Par sa brillante conduite à Lübeck, où est traqué et pris le général Blücher, il reçoit le grade de chef d'escadron en 1807. Le maréchal Victor, qui a l'occasion d'apprécier Berton aux batailles de Friedland et d'Espinosa, le propose à l'Empereur pour le grade de colonel au cours d'une revue. L'Empereur, n'ayant pas de régiment libre, nomme Berton adjudant-commandant et chevalier de l'Empire le 22 novembre 1808. Le nouvel adjudant se fait remarquer à la bataille de Talavera, où il enlève la haute position de ce double piton sur lequel s'élève la ville. À Osana, il mène les lanciers polonais avec habileté et s'illustre également à la bataille de la Sierra-Morena où, à la tête d'un détachement de mille hommes, il se rend maître de Malaga vigoureusement défendue par 7 à 8 000 Espagnols. Le maréchal Soult lui donne le gouvernement militaire de l'Andalousie. En 1813, lorsque l'armée doit évacuer l'Andalousie à la suite de la bataille des Arapiles, Berton rend de grands services par sa valeur et par son sang-froid. Enfin, le 30 mai 1813, Napoléon le fait général de brigade. Dans ce nouveau grade, Berton participe à la bataille d'Orthez le 27 février et se couvre de gloire à celle de Toulouse.

### Du complot contre le roi à l'exécution
La Première Restauration le met à la retraite. En 1815, Berton commande une brigade du corps d'Exelmans et se fait encore remarquer à Waterloo. Mis une deuxième fois à la demi-solde à la Seconde Restauration, il emploie ses loisirs à des travaux littéraires - il publie en 1818 son Précis historique de la bataille de Waterloo -, tout en complotant sur Paris, en Anjou et en Touraine pour renverser le roi Louis XVIII, faire revenir l'Empereur d'exil, puis, à la mort de celui-ci, d'établir le duc de Reichstadt sur le trône impérial. Lors d'un incendie dans la ville de Saumur du 24 décembre 1821, plusieurs sous-officiers de l’école de cavalerie qui se portent à la rescousse des civils sont tués par la chute d'un mur. Une liste de conspirationnistes est trouvée dans la poche de l'un d'eux. 40 sous-officiers de l'école sont arrêtés et le dirigeant de l'école, le maréchal de camp Gentil-Saint-Alphonse, est tenu à des explications par le pouvoir royal. L'école est transférée à Versailles le 5 novembre 1823.

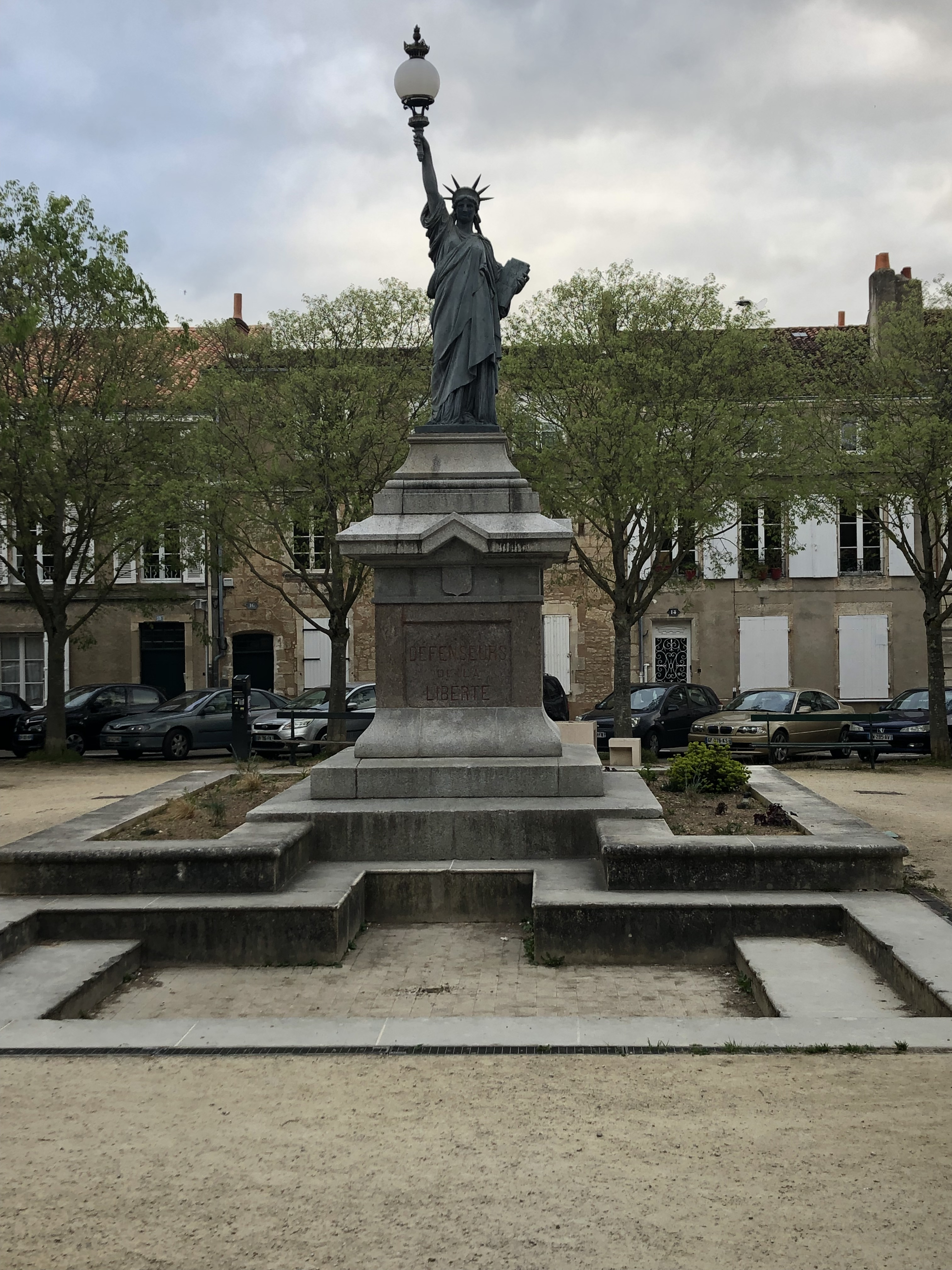
Lieu d'exécution du Général Berton, place du Pilori à Poitiers, aujourd'hui Place de la Liberté

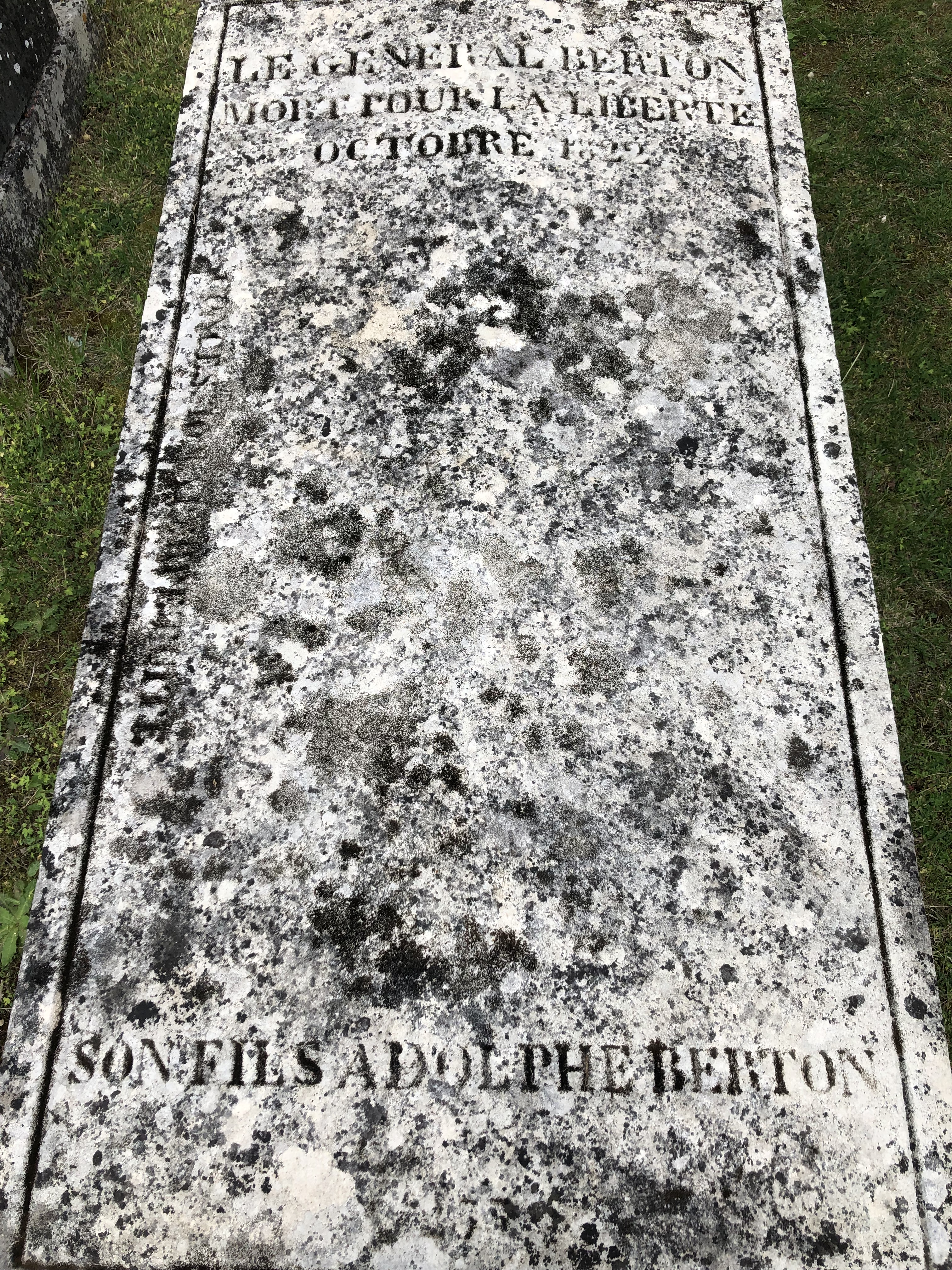
Sépulture du Général Berton, cimetière de l'hôpital des champs, Poitiers

Le 24 février 1822, trompé par des agents provocateurs, le général Berton se met à la tête de 150 hommes, établit un gouvernement provisoire à Thouars et marche sur Saumur. Toutefois, les insurgés se débandent rapidement face au pouvoir, déjà prévenu par l'incident saumurois, et Berton se réfugie à Laleu chez un de ses amis. Trahi par un nommé Wolfel qui feint de partager ses projets, il est arrêté par lui le 17 juin, condamné à mort par la Cour royale de Poitiers et exécuté le 5 octobre 1822. La place sur laquelle il a été guillotiné a été rebaptisée place de la Liberté en mémoire de ses dernières paroles, et un monument y est élevé en 1903 (une statue de la Liberté).

## Décorations
Il était chevalier de Saint-Louis et officier de la Légion d'honneur et portait sa décoration avec l'Aigle de l'Empire sous la Restauration. Il avait aussi une décoration étrangère, celle de l'Ordre royal de l'épée de Suède.

## Œuvres
On a de lui un Précis historique de la bataille de Waterloo, Paris, 1818.

## Postérité
Une rue du général Jean-Baptiste Berton existe à Poitiers, elle débouche sur la place de la Liberté, lieu de son exécution. Une place à Thouars porte également son nom.